# Füssen
Pronunciação

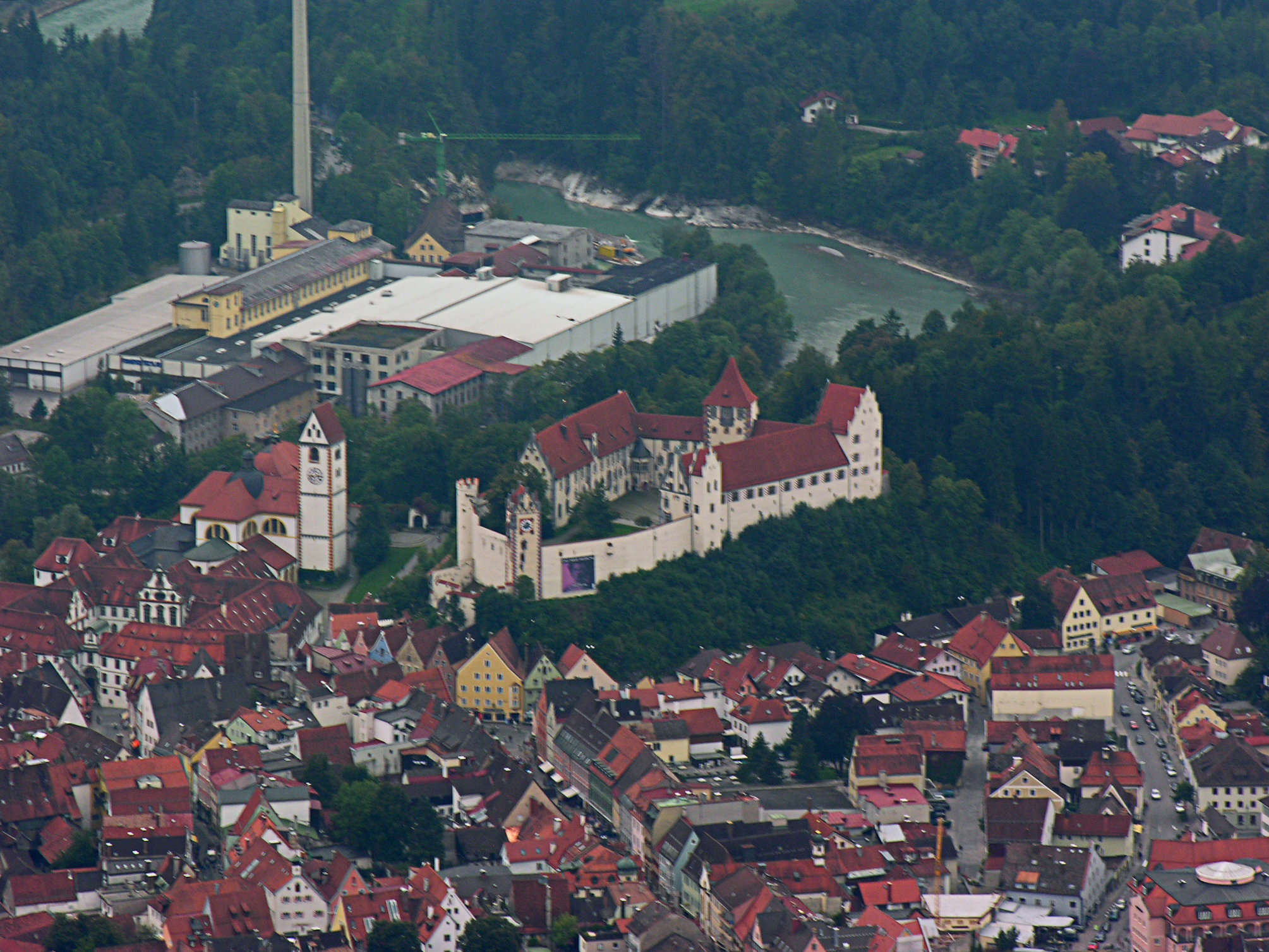
Vista aérea de Füssen

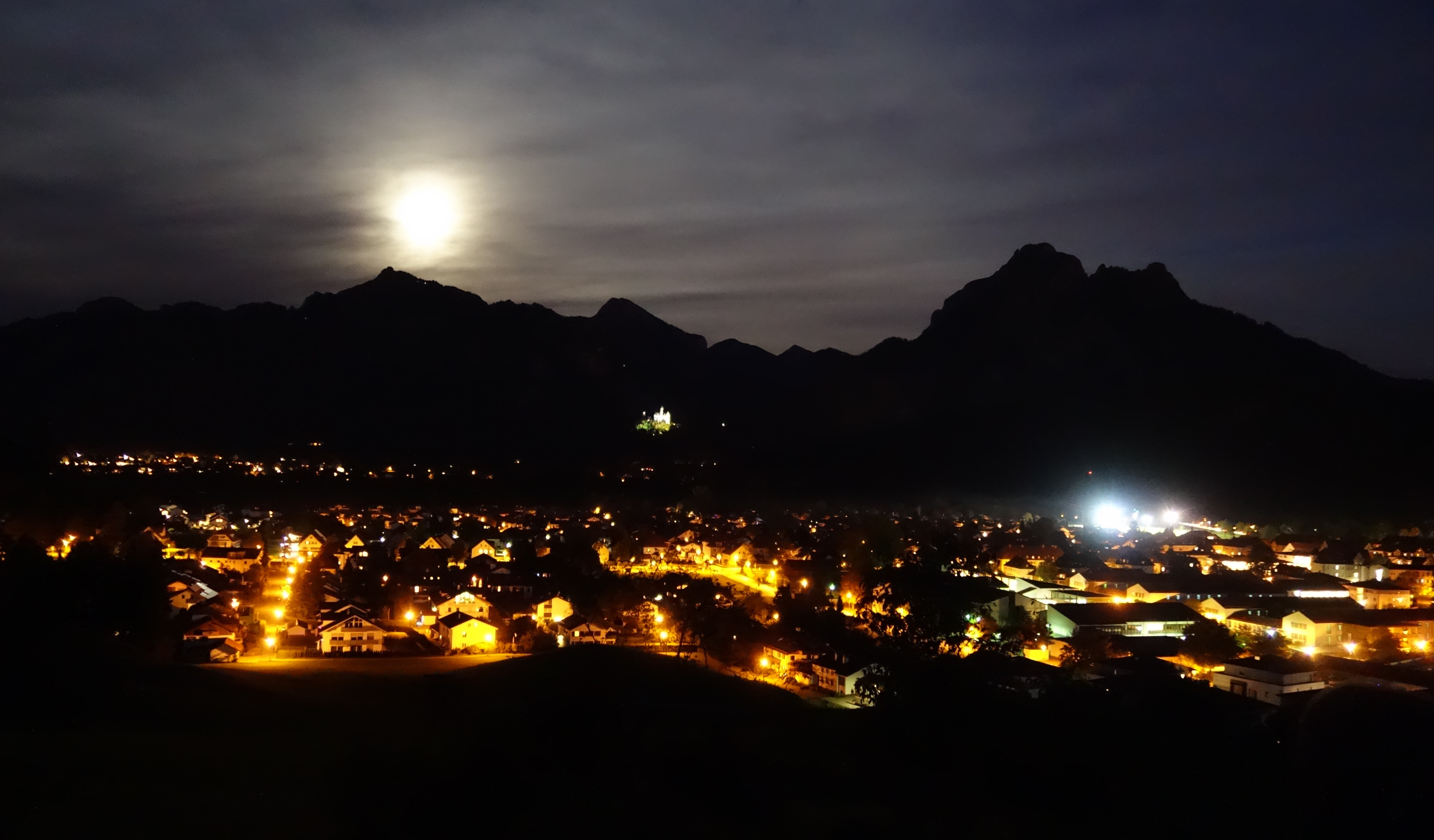
Füssen à noite; ao fundo as montanhas Tegelberg (1881 m, à esquerda) e Säuling (2047 m, à direita), no meio do Castelo de Neuschwanstein

Füssen é uma cidade do estado alemão da Baviera, no distrito da Algóvia Oriental, situada a 5 km da fronteira Alemanha-Áustria. A cidade localiza-se às margens do rio Lech, que desagua no Forggensee.
Era conhecida como Fetes (em latim: Foetes) durante o período romano.
Próximo a Füssen localiza-se o famoso Castelo de Neuschwanstein.

## Património
- Castelo dos príncipes-bispos de Augsburgo (agora museu de pintura)
- Mosteiro beneditino de São Magno (que aloja outro museu)
- Rua principal (Reichenstrasse), que mantém o traçado da Via Claudia Augusta romana